# مزرعه ۴۵۵ کشت و صنعت کارون
مزرعه ۴۵۵ کشت و صنعت کارون مربوط به دوره عیلامیان است و در شوشتر، مزارع کشت و صنعت کارون واقع شده و این اثر در تاریخ ۱۷ اسفند ۱۳۸۱ با شمارهٔ ثبت ۷۹۳۹ به‌عنوان یکی از آثار ملی ایران به ثبت رسیده‌است.